# BMW 2002
Pour un article plus général, voir BMW Série 02.
La BMW 2002 est un modèle de berline du constructeur allemand BMW apparu en janvier 1968. Les premières versions de ce modèle comportaient une calandre noire et chrome en deux parties, des portières dépourvues de baguettes latérales, et d'étroites jantes tôle de 4,5 pouces à enjoliveurs ajourés.
La caisse légère de la 1600-2, bien que renforcée, héritait du moteur 1 990 cm3 de 100 ch DIN équipant déjà les berlines 2000 et les coupés 2000C, et faisait de ce modèle le fer de lance de la série des coachs.
La BMW 2002 était appelée à un bel avenir, et BMW lui appliquera scrupuleusement les recettes qui ont fait le succès de la 1600-2, et avant elle des berlines de la « Nouvelle Classe ».
Rapidement dotées de moteurs plus performants, la 2002 deviendra en peu de temps une voiture culte des années 1970, notamment grâce à l'apparition du modèle 2002ti (deux carburateurs double-corps - 120 ch) dès la fin 68, remplacée en 1971 par la 2002tii (Injection Kugelfischer - 130 ch) et suivie de la sulfureuse 2002 turbo (Injection et turbo KKK - 170 ch).
Elle se décline en deux phases, la première reconnaissable par ses feux arrière ronds, et la seconde par ses feux arrière carrés.
Elle était disponible sous plusieurs formes, la 1600/1602, 1802, 2002/Ti/tii, ainsi que la 2002 Automatique.
La 2002 turbo sera retirée du catalogue deux ans seulement après sa commercialisation, pour des raisons de sécurité.
Il existe un autre type de carrosserie, la Touring, reconnaissable à son hayon arrière. Elle disposait également de banquettes arrière rabattables.

## Histoire
Après avoir évité la faillite durant les années 1950, BMW connait une embellie avec ses modèles "Neue Klasse" (nouvelle classe) lancés à partir de 1961. Soucieux de rivaliser avec Alfa Romeo et ses modèles Giulia Coupé lancés avec succès en 1963, en 1966, au Salon de Genève, le constructeur bavarois lance la BMW 1600-2, le 2 pour 2 portes.
Le modèle au style très italien dû à Giovanni Michelotti contribuera beaucoup au succès de la gamme. La première série équipée du moteur 1 600 cm3 sera même plus vendue que les berlines 1600/1800.
En 1968, voulant profiter de cette aubaine et du retour de la confiance de la clientèle, longtemps insatisfaite du manque de fiabilité des modèles de la marque, BMW lance le projet E10 qui n'est en fait que l'actualisation de la 1600-02 équipée du nouveau moteur M10 de 2 litres développant 100 ch. Le nouveau modèle sera baptisé 2002 et inaugure ainsi l'appellation "Série 02".
Porté par ce succès, BMW lance peu après la version 2002 Ti, équipée du même moteur à carburateurs poussé à 120 ch. En 1971, le constructeur adopte l'injection Kugefisher et lance la 2002 Tii et un cabriolet vient compléter la gamme qui sera arrêtée à peine 4 ans plus tard avec l'apparition de la Série 3 - E21. Seul le modèle 1502 lancé en 1975 équipé de l'ancien moteur 1,6 litre à carburateur (Type 116) de 1964 restera au catalogue jusqu'en 1977.

## Autres variantes

### BMW 2002 TI
Six mois après la 2002 de 100 ch, les conducteurs les plus sportifs désiraient commander une voiture sportive d'au moins 120 ch pour succéder à la 1600 TI. Pour répondre à  leur attente, BMW crée une version sportive de la 2002, la 2002 TI. Avec une plus grande largeur de la voie, une rigidification du châssis et un freinage renforcé, les évolutions étaient plus importantes qu'une simple augmentation de puissance. Les attributs sportifs comme les compte-tours d'un volant en cuir ont également été livrés en standard. La BMW 2002 TI accélère de 0 à 100 km/h en 9,1 secondes avec la boîte à 5 rapports en option.

### BMW 2002 TII
En 1971, la 2002 sort une autre variante avec un look plus sportif et acéré. La version TII est équipée du moteur à injection mécanique Kugelfischer déjà connu sur la BMW 2000. Avec une puissance de 130 ch et bien aidé par son poids plume de 990 kg, la BMW 2002TII propose des performances élevées pour l'époque avec une vitesse de pointe de 190 km/h et une expérience de conduite inédite. Malgré le prix d'achat supérieur d'environ 2 000 DM en Allemagne (soit environ 31 000 F de l'époque) par rapport à la BMW 2002 TI, la BMW 2002 TII a été vendue à 40 000 exemplaires. Une version Touring a également été produite.
La 2002 TII arrêta sa production en 1975. BMW attendit huit ans pour lui offrir une remplaçante sur base de Série 3, la M3.

### BMW 2002 Turbo
La voiture la plus rapide dans la famille BMW Série 02 a été lancée au Salon de Francfort en septembre 1973 : c'est la légendaire BMW 2002 turbo. Équipée d'un turbocompresseur, le premier dans une voiture sportive de cette catégorie, (après la Chevrolet Corvair Monza Spyder de 1962) le moteur à injection déjà performant gagne 40 ch supplémentaires par rapport à la 2002 Tii. La BMW 2002 Turbo était donnée pour une vitesse de pointe de plus de 210 km/h.
Lancée lors de la crise du pétrole et affublée d'une réputation sulfureuse de « faiseur de veuves », sa carrière a été courte et le modèle est donc resté assez marginal.
De nos jours, ce modèle est devenu mythique chez les passionnés de BMW anciennes et c'est un collector très recherché.
En 2016, au concours de la Villa d'Este, BMW expose un concept car baptisé 2002 Hommage en hommage à la BMW 2002 Turbo.

### BMW 2002 Touring
En avril 1971, BMW a lancé un nouveau concept de carrosserie innovante sur la base de la BMW Série 02, la "Touring". Cette appellation "Touring" existait déjà sur les versions berlines bicorps à trois portes des BMW 1600 et 2000.
La BMW 2000 Touring Tii a été le nouveau modèle haut de gamme dans la famille Touring et s'est gagné un public enthousiaste, à la manière de son modèle sœur BMW 2002 Tii, avec des performances de conduite excitantes. BMW offrait aux clients particuliers, une sportive du rallye avec des roues en alliage et les sièges sport Recaro à l'avant.

### BMW 2002 Alpina
Le préparateur Alpina a réalisé ses propres versions de la 2002. Elles ont été produites de 1972 à 1975 et ont été engagées en compétitions de voitures de tourisme.

## Palmarès

### Palmarès en rallye

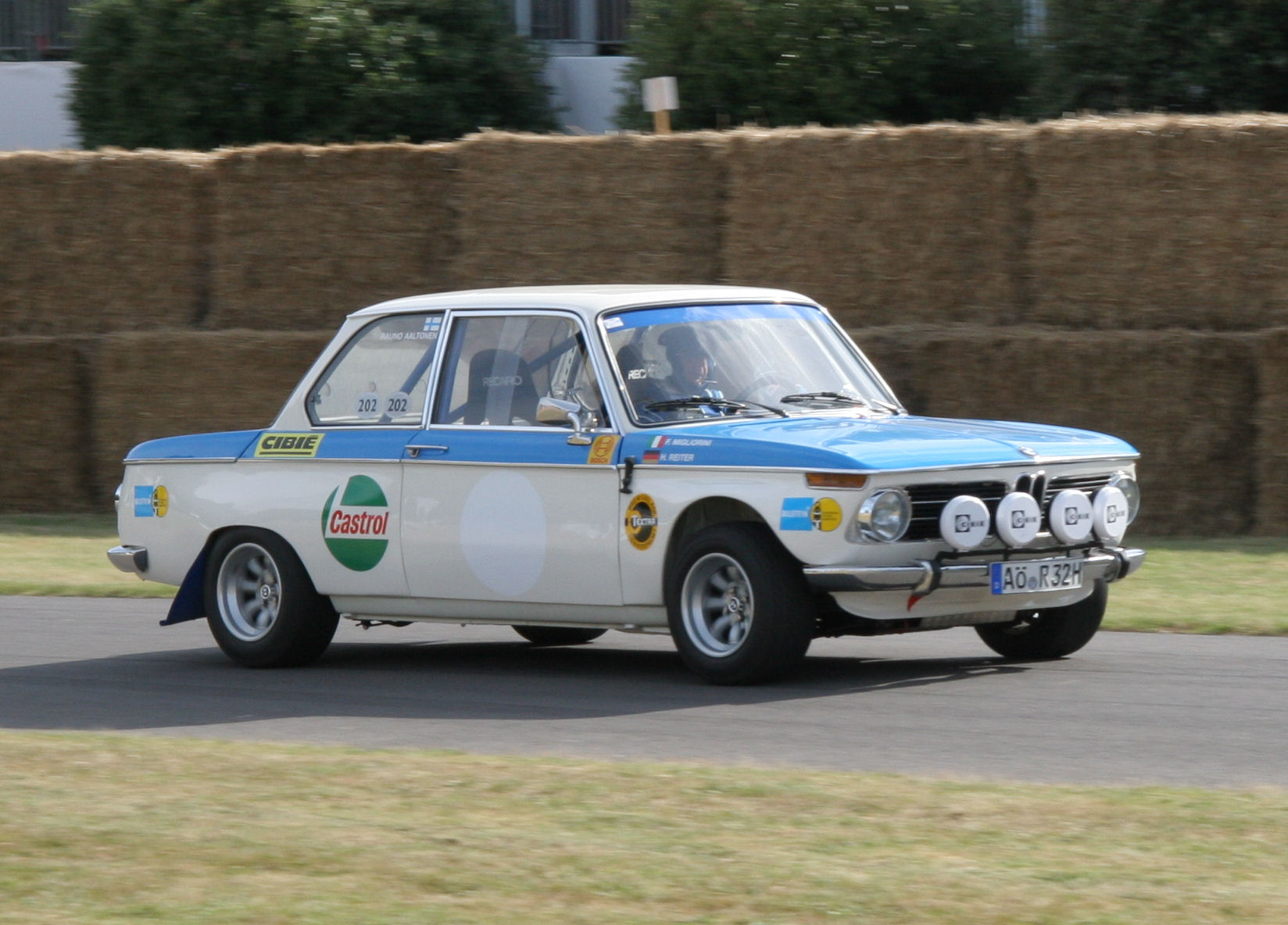
Une BMW 2002 Ti groupe 2 semblable à celle utilisée en rallye au début des années 1970.

- Championnat d'Europe des rallyes : 1971 (Sobieslaw Zasada);
- Championnat d'Allemagne de l'Ouest des rallyes : 1970 (Helmut Bein) et 1971 (Achim Warmbold)
- Championnat de Turquie des rallyes : 1970, 1971 et 1972 (Ali Sipahi), puis 1978 (Ayhan Tokyay)
- Championnat de Nouvelle-Calédonie des rallyes : 1979 (Leyraud)
- Rallye autrichien des Alpes (WRC) : 1973 (Warmbold)
- Rallye d'Ypres : 1968 (Vandyck), 1971 et 1973 ("Pedro")
- Rallye des Tulipes : 1970 (van Grieken)
- Boucles de Spa : 1971 (Pedro) et 1972 (Adriaenssens)
- Rallye de Pologne : 1971 (Zasada)
- Rallye Pneumant : 1971 (ou rallye d'Allemagne de l'Est, Zasada)
- Coupe des Dames du Rallye Monte-Carlo : 1971 (Hannelore Werner)
- Rallye du Portugal : 1972 (Warmbold)
- Rallye Taurus : 1974 (Wittmann ; Hongrie)
- Rallye ÖASC : 1974 (Wittmann)
- Rallye Donegal : 1975 (Warmbold ; Irlande)[4]

### Palmarès en course de côte
- Championnat d'Europe de la montagne (Catégorie voitures de série) : 1968 et 1969 (Ernst Furtmayr, sur Schnitzer-BMW 2002 ti Gr.2)
- Trophée FIA : 1968 (Furtmayr)
- Championnat d'Autriche de la montagne : 1969 (Furtmayr)

### Palmarès en tourisme
- Championnat d'Europe FIA des voitures de tourisme : 1968 et 1969 (Quester)
- Championnat d'Allemagne des circuits: 1970 (Hegels, version 1.6L.)
- Championnat d'Espagne de vitesse sur circuit - Tourisme conducteurs: 1970 (Jorge Bäbler)[5]

### Palmarès en endurance
- 24 Heures du Nürburgring : 1970 (1re édition, Stuck / Schickentanz) et 1971 (von Hohenzollern / Pankl)
- VLN Langstreckenmeisterschaft Nürburgring : 1978[6]